# 光孝寺 (建瓯)
27°01′42″N 118°19′09″E / 27.02833°N 118.31917°E
光孝寺，全称报恩光孝禅寺，位于中国福建省建瓯市通济街道城南，松溪汇入建溪处南岸，铁狮山北麓，1982年被列为建瓯县文物保护单位。
光孝寺始建于南朝陈永定二年（558年），唐称“隆兴寺”、北宋先后称“景德”、“崇宁”、“万寿”等名称，南宋绍兴七年（1137年）改称“报恩光孝寺”。元末毁于兵燹，明初重建。嘉靖年间毁于火，万历年间再重建。清康熙及光绪年间及1925年重修。中华人民共和国成立后被改作粮库，1987年后逐渐恢复宗教功能，并重修大雄宝殿，重建山门和天王殿等建筑。
光孝寺坐南朝北，前临三江口，后倚铁狮山，占地91亩，长242米，宽161米。主要建筑有山门、天王殿、大雄宝殿、法堂等建筑。主体建筑大雄宝殿面阔五间，进深六间，平面呈方形，高15米，内檐柱网减柱造。殿内供释迦牟尼佛像高达8.96米。
- 光孝寺坐南朝北，前临三江口，后倚铁狮山
- 天王殿
- 大雄宝殿
- 法堂